# Melissa Reiser
Melissa Reiser ist eine US-amerikanische Saxophonistin, Musikethnologin und Musikpädagogin.

## Werdegang
Reiser studierte Saxophon an der Eastman School of Music (Bachelor) und am Conservatoire National Supérieur de Région de Boulogne-Billancourt (Diplom) und Musikethnologie an der University of Wisconsin–Madison (Master und PhD). Sie unterrichtete Saxophon und Weltmusik zunächst am Luther College, dann an der University of Wisconsin-Madison und Whitewater. Sie leitete Feldforschungen zur Musik der Tuareg in der Sahara-Region von Mali.
Als Saxophonistin ist Reiser Mitglied der in Madison beheimateten Klezmergruppe Yid Vicious (mit Matt Appleby, Geoffrey Brady, Kia Karlen, Greg Smith, David Spies und Daithi Wolfe), mit der sie vier CDs aufnahm, der Afropop-Band Kweku Ananse, der Bigband Ladies Must Swing und der Gruppe für Neue Musik Present Music. Außerdem trat sie auch mit dem Milwaukee Symphony Orchestra und dem Milwaukee Chamber Orchestra auf. International trat sie bei Festivals in Frankreich, China, Korea und Japan auf.